# Kamenné moře

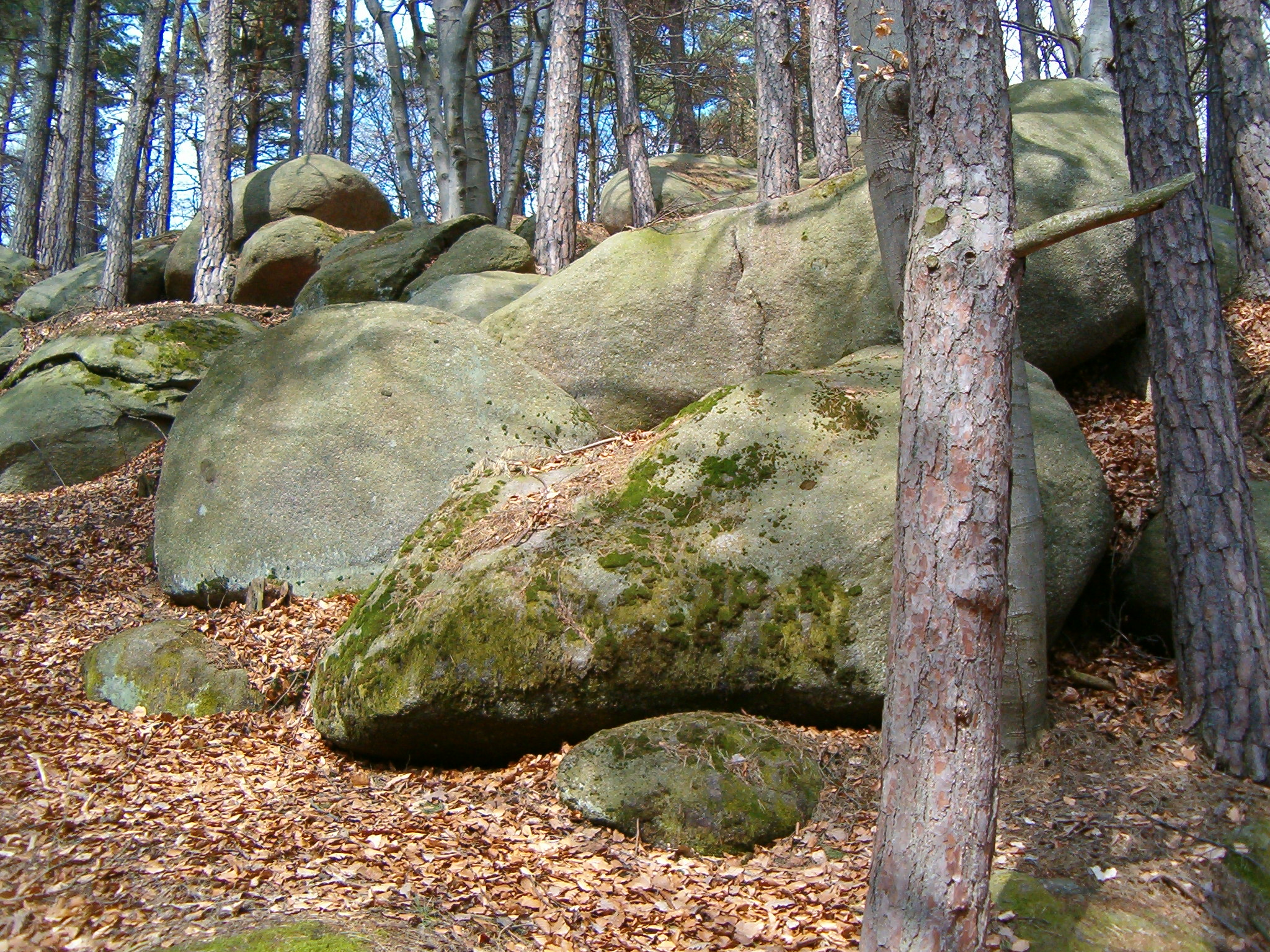
Pohled na kamenné pole v okolí obce Hrazany na Písecku na území přírodní památky Kněz u Hrazan

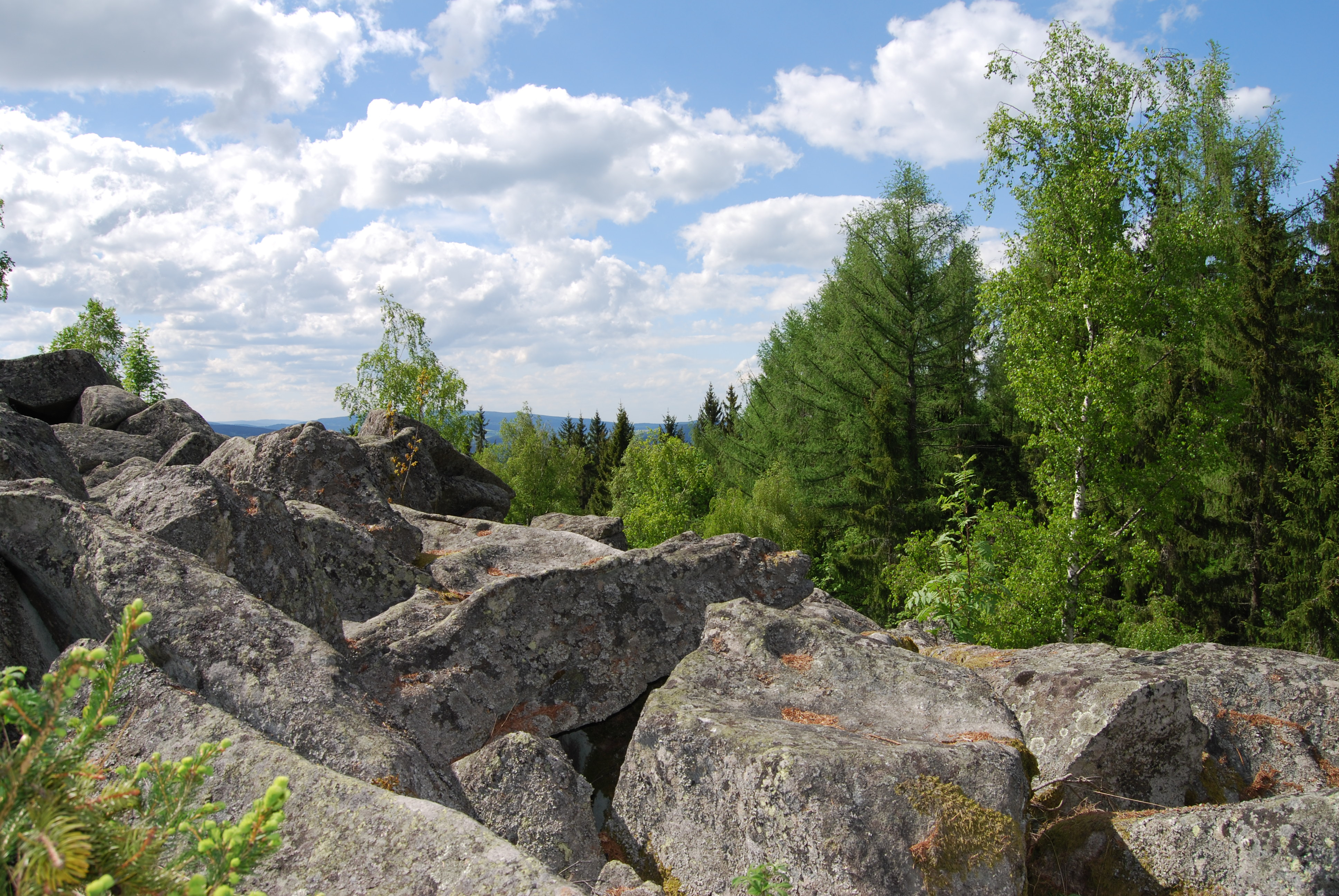
Žulové kamenné moře na Mařském vrchu v okrese Prachatice

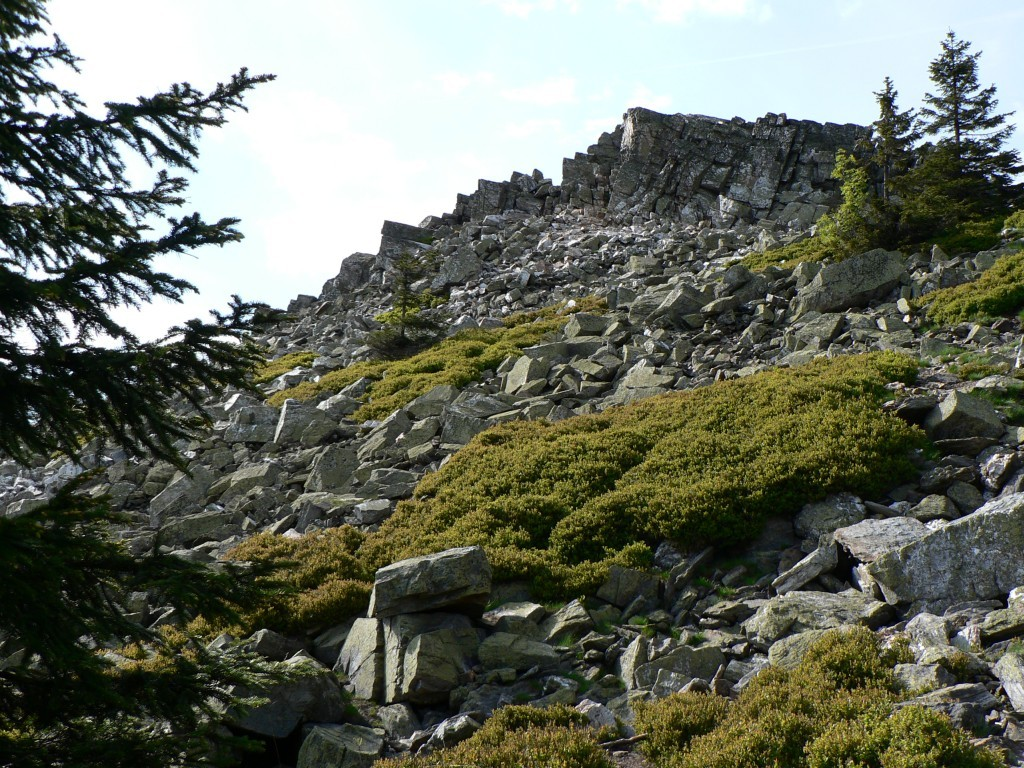
Křemencové kamenné moře na Ztracených kamenech

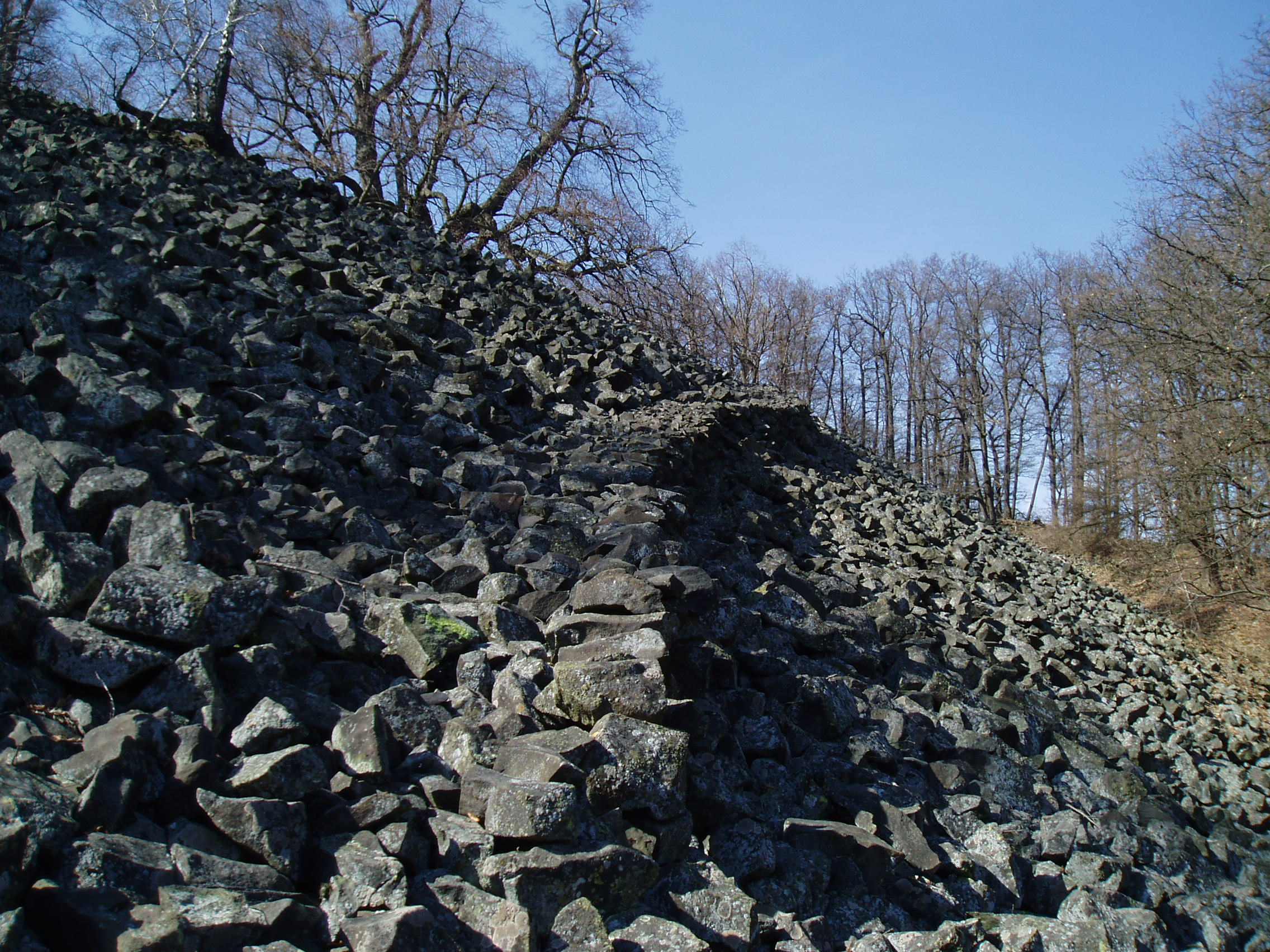
Droliny na Plešivci

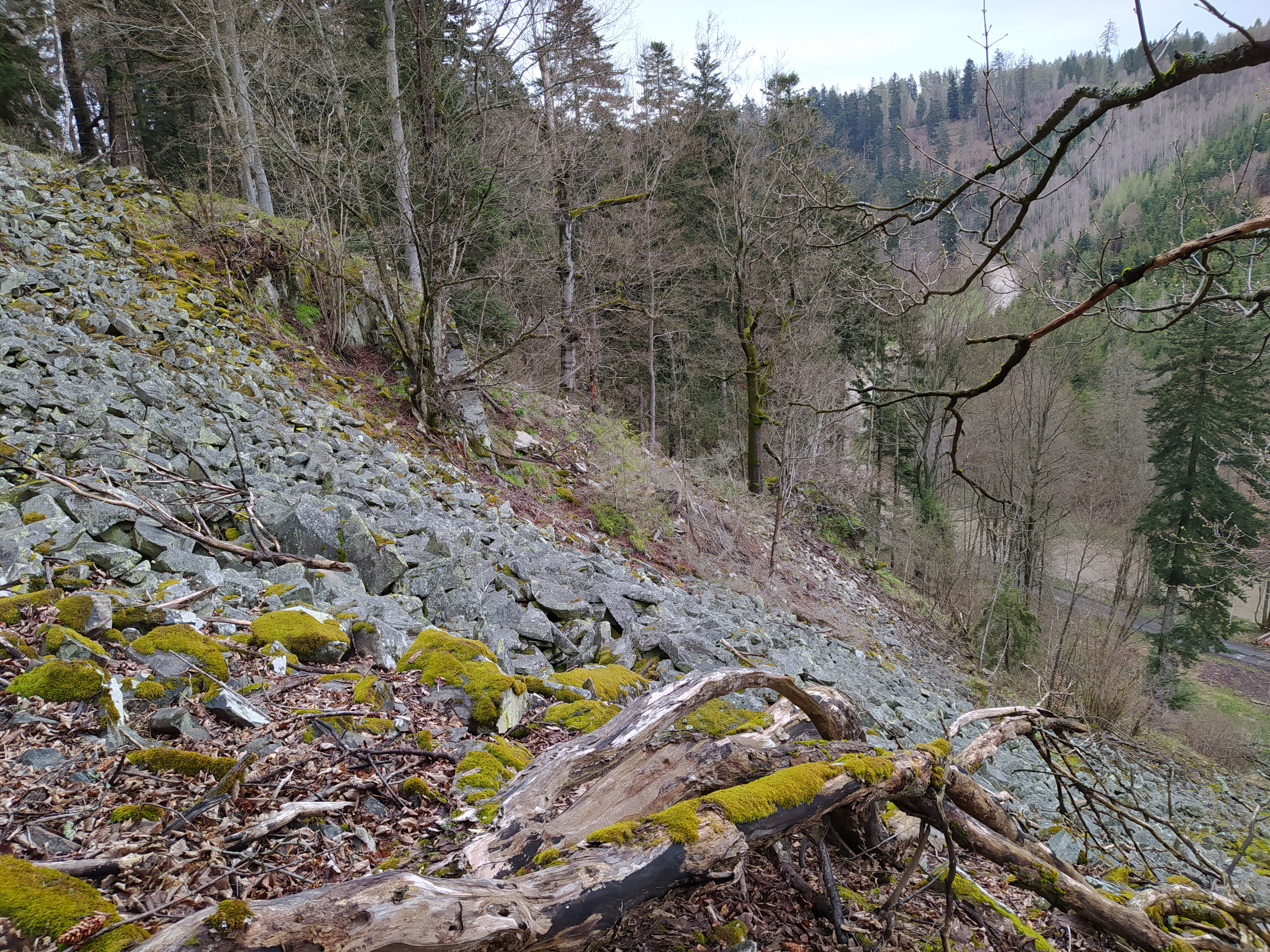
Kamenné moře nad Odrou ve vojenském újezdu Libavá

Kamenné moře je rozsáhlý plošný balvanový pokryv (chaotická kumulace) na temenech horských hřbetů a na svazích. Většinou je výsledkem rozpadu skalních výchozů, řícení, postupného hromadění a gravitačního přemísťování úlomků hornin na svazích. Kamenná moře mohou mít podobu souvislých ploch pokrytých kameny či většími balvany až bloky, protáhlých kamenných proudů a řek, tzv. drolin z nevelkých kostkovitých kamenů sopečného původu či kamenných stád (řidší skupiny balvanů). Dělí se na autochtonní (původní) a na alochtonní (zavlečené z jiného místa).

## Vznik
Vznik kamenných moří závisí zejména na druhu horniny, sklonu svahu a geologických podmínkách (průběh puklin a ploch břidličnatosti nebo vrstev, způsob odlučnosti a podobně). Kamenná moře vznikala zpravidla mrazovým zvětráváním (tzv. gelivace) skalních výchozů v periglaciálním klimatu starších čtvrtohor (klima před kontinentálním ledovcem), avšak pomaleji se vytváří i v současné době. Úlomky uvolněné mrazovým zvětráváním se vyznačují ostrými hranami a říká se jim proto též hranáče. V menší míře se podpovrchovým chemickým zvětráváním podpořeným žokovitým, bochníkovitým, až kulovitým rozpadem horniny a následným odnosem jemných zvětralin utvářejí kamenná moře v podobě seskupení z dokonale oblých balvanů až bloků často přemístěných půdotoků desítky až stovky metrů daleko od místa vzniku. Výjimečně se na vzniku některých kamenných moří podílejí náhlé, až katastrofální události např. výrazná skalní řícení, vyloučit nelze ani účinky někdejších zemětřesení. V některých lokalitách balvany z kamenných moří sestupují až do říčních koryt, kde na ně působí evorze (vymílání balvany a jinými materiály pohybovanými vířící vodou).

### Kamenná moře autochtonní
Vyskytují se na místě svého vzniku nebo v bezprostřední blízkosti vzniku. Dosahují mocnosti až desítek metrů. Za původní druh se považuje např. Andezitové kamenné moře (CHPV) u Malé Lehotky v Pohronském Inovci, vzniklé rozpadem lávového proudu.

### Kamenné moře alochtonní
Kameny přemístěné půdotokem, plovoucí v hliněném materiálu a často porostlá vegetací. Někteří autoři pokládají za tzv. „pravá kamenná moře“ právě kamenná moře alochtonní, kde jsou od sebe jednotlivé kameny vzdálené a pokrývají povrch alespoň z 50%. Jejich mocnost na rozdíl od autochtonních bývá velmi malá, několik desítek centimetrů až metr. Nacházíme je spíše na úpatí mírných svahů.

### Suťová pole
Suťová pole jsou podobná kamenným mořím, avšak jsou málo stabilní, složená ze suťového materiálu přemístěného vlivem gravitace, saltací apod. na svazích o větším sklonu (zpravidla přes 20 %).

## Horniny
Balvanové moře nejčastěji tvoří tvrdé horniny s kvádrovitým, deskovitým, nebo sloupovitým rozpadem, tedy zejména žuly, ruly a svory, křemence, tvrdší pískovce, čediče, andezity apod.

## Výskyt
Kamenná moře mohou být buď na místě svého vzniku nebo „plovoucí“, kdy se kameny přemístily pohybem půdy (soliflukcí), nebo vlastní tíží. Nacházíme je na vhodných místech ve středohorských a vysokohorských polohách celého světa. V subpolárních oblastech zvláště v místech skalních výchozů, které nebyly pokryty kontinentálním ledovcem.
Česko:
- Krkonoše – v žulách na Vysokém kole, Malém Šišáku, pod Dívčími a Mužskými kameny, z rul a svorových rul na svazích Sněžky, Luční a Studniční hory, Čertovy hrady, Žaltman
- Jizerské hory – na Stržovém vrchu, pod Frýdlantským cimbuřím, na Muchově
- Hrubý Jeseník a Nízký Jeseník – z krystalických břidlic a velice pevných křemenců na východní rozsoše Vysoké hole zvané Suť, na Břidličné hoře, Ztracených kamenech, Obří skály, Suchý vrch, v drobách a břidlicích moravskoslezského kulmu Kamenné proudy u Domašova, Častochovské kamenné moře u Spálova a Kamenné moře nad Odrou ve vojenském újezdu Libavá.
- Národní park Podyjí – údolí řeky Dyje

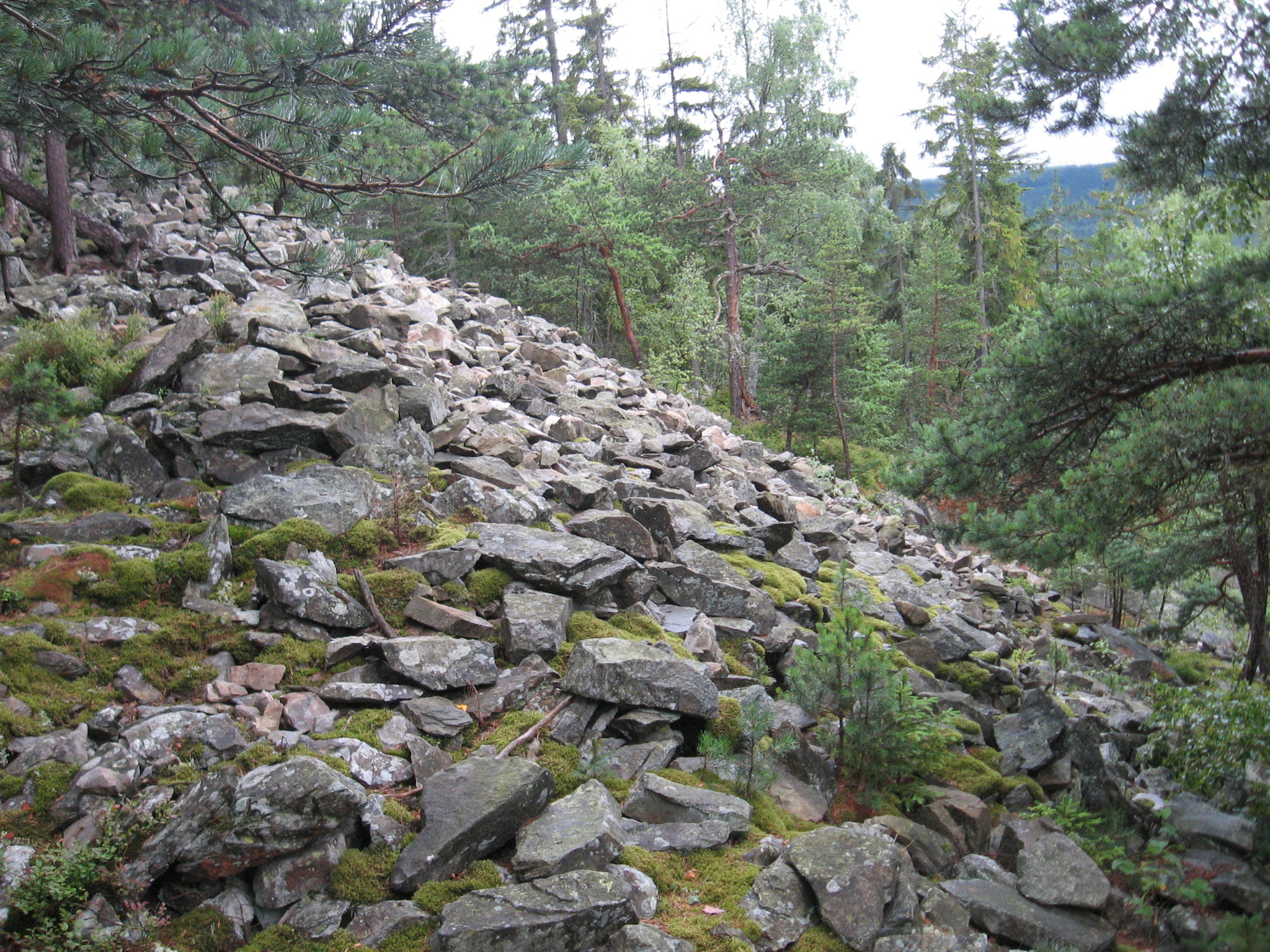
Kamenné moře na území PP Obří zámek

- Šumava a Šumavské podhůří – v oblasti Plechého a Trojmezné, Kamenné moře v sousedství Plešného jezera (souvislé blokové pole, v němž dosahují žulové bloky až desetimetrových rozměrů), Stožec, Stožecká skála, Pod Popelní horou, Jedlová hora, Jezerní hora – Kamenné moře, Černé a Čertovo jezero, Hrádky – skalní defilé nad Vydrou, Obří zámek, Zahrádky, Svatý Tomáš, Čertova stěna-Luč, na Mařském vrchu – přírodní památka, Jaronínská bučina, Mrazové srázy u Lazen, Luzný, Velká Mokrůvka
- Novohradské hory – Kraví hora, Kuní hora, Vysoká, Kamenec, Myslivna
- Krušné hory – Vysoký kámen, Jezeří, Lesenská pláň
- Český les – Starý Hirštejn, Ostrůvek
- Orlické hory – svahy Koruny a Maruši
- Králický Sněžník – na vrchu Klepáče
- Plzeňská pahorkatina – Žihelsko, Sedmihoří, Háj, Údolí Hadovky od Kokašic k Hanovu, Tupadelské skály
- Středočeská pahorkatina – Sedlčansko, Kněz u Hrazan, Velký Mehelník, Dolejší dráhy,
- Českomoravská vrchovina – žulové partie na Mrákotínsku, Třebíčsku, Čertův hrádek, Čertův kámen – kamenné moře, Hadí vrch, Horní Nekolov, Pasecká skála, Rozštípená skála, Hradiště u Nové Bystřice, Mohelenská hadcová step, Štamberk a kamenné moře, Stvořidla, Velký Špičák, V Klučí, Roštýnská obora, Kamenné moře v trati Posekanec, Paseky
- České středohoří a Ralská pahorkatina – charakteristické jsou tzv. droliny (souvislé plochy nevelkých kostkovitých kamenů, uvolněných v důsledku sloupcovité nebo deskovité odlučnosti sopečných vyvřelin) na Bukové hoře, Plešivci, Hradišti, Lovoši, Jedlové, vrchu Boreč, Milé, Odolickém vrchu, Zámeckém vrchu a Ralsku
- Lužické hory – Jezevčí vrch, Studený vrch
- Broumovské stěny a Adršpašsko-teplické skály – balvanové sutě na úpatí skalních stěn nebo na dnech kaňonovitých roklí v pískovcových skalních městech, místy v nich vznikly velice úzké a až několik set metrů dlouhé jeskynní prostory, Polické stěny, Peklo u Nového Města nad Metují
- Brdy – Hřebenec, Žďár, Plešivec a Třemšín
- Moravskoslezské Beskydy – Kněhyně – Čertův mlýn, Mazák
- Kozákov, Kumburk, Strážník, Klokočské skály, Skály v lese u Horního Javoří, Tisá skála
- Skalní město-Vranov

Slovensko:
- Nízké Tatry – Chopok, Ďumbier
- Západní Tatry – Kresanice
- Vysoké Tatry – Slavkovský štít
- Chráněná krajinná oblast Štiavnické vrchy – chráněný přírodní výtvor Kamenné moře u Vyhne – zčásti se na jeho vzniku podílelo zemětřesení

Svět – v hornatých oblastech Sibiře, Dálného východu a Kanady

## Význam
Balvanová moře představují zejména problémy pro turisty při překonávání horských hřebenů. Také jde o nevhodná místa k zástavbě nebo obhospodařování. Kamenná moře o větší mocnosti však mají mikroklimatický význam, protože se v nich udržuje po celý rok podobná teplota, a tak prostory mezi balvany slouží jako úkryt mnoha druhům horské zvěře, např. svišťům.